# テトリスフラッシュ
『テトリスフラッシュ』（英題：Tetris 2）は、トーセが開発し任天堂から発売された落ち物パズルゲーム。
日本では1993年9月21日に任天堂よりファミリーコンピュータ版が、翌年の1994年6月14日にはゲームボーイ版が発売され、同年7月8日にはBPSよりスーパーファミコン版がそれぞれ発売されている。

## ルール
ブロックピースの形状や操作方法、ゲームフィールドの概念とゲームオーバーの条件は従来の『テトリス』シリーズを継承しているが、ブロックの消去方法を中心にルールは大きく異なる。
- 最小単位となるブロックには赤・青・黄（ゲームボーイ版では白・黒・灰色）の3色が存在する。
- フィールドにはスタート時から複数の「固定ブロック」が設置されている。さらに赤・青・黄（白・黒・灰色）の光る「フラッシュブロック」が1つずつ、合計3つ設置されている。
- プレイヤーは画面上部から1つずつ落下してくるブロックピース「移動ブロック」を回転、移動させ、フィールド内に設置することができる。移動ブロックは他のブロックやフィールドの床に乗るとフィールド内に固定される。
- 移動ブロックは3色あるブロックのいずれか4つで構成される。形状はテトリスと同様だが、縦横とも2ブロックで構成された正方形のピースは登場しない。この他2,3個の小さなブロックが角で接し、斜めに繋がっている形状のピースも登場する。（下図の下段3種）　これらはブロックピースの一部が接地すると同時に、残りは分離し落下し続ける。分離したブロックは新たに接地するまで引き続き操作出来る。

- ブロックはその種類を問わず、同じ色を縦か横に3個以上並べると消える。テトリスのように横の行を隙間無くブロックで埋めただけでは消えない。
- フラッシュブロックを消すと、フィールド内に存在するそれと同じ色の固定ブロックはすべて消える。ただし移動ブロックは消えない。全てのフラッシュブロックを消すとステージクリア。
- 同じ色のブロックを6個以上並べて消した場合には、フィールド内に存在するそれと同じ色の移動ブロックはすべて消える。フラッシュブロックと固定ブロックは消えない。
- ブロックが消えた際、その上に乗っていた移動ブロックが落下し、再度同じ色のブロックが3個以上並んで消えると連鎖となる。

対戦モードでは相手より先にすべての固定ブロックとフラッシュブロックを消すか、相手がゲームオーバーになれば勝利となる。相手への攻撃方法はフラッシュブロックを消す、連鎖消しの2つ。
- フラッシュブロックを消すと相手のフィールド上部にあるシャッターを下ろし、フィールド内を狭くすることができる。また自分のフィールドのシャッターを上げることができる。1人用とは異なり同色の固定ブロックは消えず、固定ブロックのいずれか1つがフラッシュブロックに変化する。
- 連鎖を起こすと相手の移動ブロックを高速落下させることができる。

## 機種別の違い
ゲームボーイ版
スーパーファミコン周辺機器のスーパーゲームボーイで起動するとカラー画面で表示される。グラフィックはファミコン版を継承しており、BGMはステレオ化された。
ゲームモードには指定のブロックピースでフィールド内に存在するすべてのブロックを消すパズルモードが追加された。ただし1人用ゲームのデモシーンは削除されている。
スーパーファミコン版
パズルモードではパスワードが表示されるようになり、電源切断後も続きから遊ぶ事ができるようになった。ビールジョッキや鏡台をゲームフィールドに見立てるなど、グラフィックは現代的に変更され、BGMも一新された。デモ画面には大きく丸い鼻というアメリカ漫画のようなデザインのキャラクター達が登場する。1人用ゲームでは5ステージごとにこのキャラクターによるコントを鑑賞できる。

## スタッフ
スーパーファミコン版
- プロデューサー：横井軍平
- ディレクター：山本雅央、山上仁志
- オリジナル・テトリス・コンセプト、デザイン、プログラミング：アレクセイ・パジトノフ
- 音楽：高野充彦、上村みゆき
- エグゼクティブ・プロデューサー：山内溥

## 評価
ファミリーコンピュータ版
ゲーム誌『ファミコン通信』の「クロスレビュー」では、6・5・6・4の合計21点（満40点）、『ファミリーコンピュータMagazine』の読者投票による「ゲーム通信簿」での評価は以下の通り、18.9点（満30点）となっている。
| 項目 | キャラクタ | 音楽 | お買得度 | 操作性 | 熱中度 | オリジナリティ | 総合 |
| 得点 | 2.7        | 3.0  | 3.3      | 3.3    | 3.4    | 3.2            | 18.9 |

ゲームボーイ版
ゲーム誌『ファミコン通信』の「クロスレビュー」では、5・6・6・6の合計23点（満40点）、『ファミリーコンピュータMagazine』の読者投票による「ゲーム通信簿」での評価は以下の通り、21.0点（満30点）となっている。
| 項目 | キャラクタ | 音楽 | お買得度 | 操作性 | 熱中度 | オリジナリティ | 総合 |
| 得点 | 3.3        | 3.3  | 3.7      | 3.7    | 3.6    | 3.4            | 21.0 |

スーパーファミコン版
ゲーム誌『ファミコン通信』の「クロスレビュー」では、6・6・6・5の合計23点（満40点）、『ファミリーコンピュータMagazine』の読者投票による「ゲーム通信簿」での評価は以下の通り、19.2点（満30点）となっている。
| 項目 | キャラクタ | 音楽 | お買得度 | 操作性 | 熱中度 | オリジナリティ | 総合 |
| 得点 | 3.1        | 3.1  | 3.0      | 3.5    | 3.4    | 3.1            | 19.2 |

## 備考
1994年に発売された『ファミコン通信』では「1年後のファミコン通信」という特集記事でゲーム業界の未来予測を行っており、その最終ページには「プロジェクトリアリティー」というゲーム機に対応したテトリスフラッシュの架空の広告が掲載されている。プロジェクトリアリティーとは後に発売されたNINTENDO 64の開発コードネームで、広告は任天堂の許諾の元でゲームボーイ版の広告を改変し編集部で独自に製作した3DCGに置き換えている。